# Mirco Nontschew
Mirco Nontschew (ur. 29 października 1969 w Berlinie, zm. 3 grudnia 2021) – niemiecki komik i aktor.

## Życiorys
W latach 90. występował w programie emitowanym przez Niemieckie RTL pt. RTL Samstag Nacht (RTL Sobotni Wieczór). W programie był znany z naśladowania dźwięków. Jego ojciec jest muzykiem jazzowym, a matka dziennikarką. Za namową rodziców kształcił się jako technik dentystyczny. W wieku 18 lat wyjechał do zachodnich Niemiec i tam odkryto u niego talent muzyczny (umie grać na perkusji i fortepianie) oraz został ściągnięty przez RTL.
Pod koniec lat 90. wraz z Tommym Krappweisem zrobili serię kilkunastu odcinków parodii programu Jackass pt. Far Out. Od 2001 roku w stacji Sat 1 miał swój własny program pt. „Mircomania”, za którą otrzymał nagrodę Silver Rose (Srebrnej Róży) na festiwalu Golden Rose w Montreux.
Ma na swoim koncie również kilka płyt takich jak: „Only You”, „I found love (When I found you)”, „Wer hat den Grössten?”.
W Polsce jest znany bardziej jako Tschakko (Czak/Kozak) z filmu 7 krasnoludków – historia prawdziwa i 7 krasnoludków: Las to za mało – historia jeszcze prawdziwsza.

## Filmografia
- 1996: Tatort: Wer nicht schweigt, muß sterben
- 1997: Herkules jako
- 1998: Kai Rabe gegen die Vatikankiller – Salomon
- 1999: Tobias Totz und sein Löwe – Luigi (głos)
- 1999: Sieben Tage bis zum Glück – Stefan Fischer
- 1999: Voll witzig! – gracz 2
- 2001: Mircomania
- 2004: Moja przyjaciółka gwiazdka (Lauras Stern) – Mechanische Katze/Bär (głos)
- 2004: 7 krasnoludków – historia prawdziwa – Tschakko
- 2005: Der kleine Eisbär 2 – Die geheimnisvolle Insel – Booby (głos)
- 2005: Zygfryd (Siegfried) – Giuseppe
- 2005: Frei Schnauze – Mirco
- 2006: 7 krasnoludków: Las to za mało – historia jeszcze prawdziwsza – Tschakko
- 2006: Oh, wie schön ist Panama – Reiseesel (głos)
- 2014: Siedmiu krasnoludków ratuje Śpiącą Królewnę – Tschakko

## Nagrody
- 1994 – Bambi
- 1994 – Złoty Lew
- 1994 – Bayerischer Fernsehpreis
- 1995 – Goldene Romy
- 2001 – Rose d’Or: Srebrna Róża za Mircomania
- 2005 – Deutscher Comedypreis

## Dyskografia

### CD-Album
- 2001: Das Album

### CD-Single
- 1992: Hein mit dem 3. Bein (4-Track-CD)
- 1995: Only You in Herzform (Pikosso Records PC 12 – 872 0008), laut Cover die weltweit erste Herz-Form-CD
- 1996: I found Love, when i found You
- 2002: CD-Single Wer hat den Grössten
- 2002: CD-Single (Gimme Dat) Bodylotion (Mirco Montschew a.k.a. Dr. Shaggyman)